# Élisabeth Ballet
Pour les articles homonymes, voir Ballet (homonymie).
Élisabeth Ballet, née le 11 décembre 1957 à Cherbourg, est une plasticienne française.

## Biographie
Élisabeth Ballet étudie la sculpture avec Isabelle Walberg, à l'École nationale supérieure des beaux-arts de Paris. Elle en est diplômée en 1981. Elle réside à la villa Médicis à Rome en 1984 et 1985 et se fait connaître en 1985 avec deux sculptures, Temple 5/19 février 1985 et Obélisque 4+14, réalisées en carton. Artiste de renommée internationale, Élisabeth Ballet vit et travaille à Paris. En 1989, elle part à New York pour rejoindre la Villa Médicis hors les murs, puis obtient une bourse pour la Pollock and Krasner Foundation en 1994.
De 1992 à 1993, elle enseigne à l'école des Beaux-Arts de Grenoble, puis à l'école nationale supérieure des beaux-arts de Lyon entre 1999 et 2002. Elle intervient également en qualité d'enseignante à l'école nationale supérieure des arts décoratifs, à Paris.
En 2018, le Mac/Val propose une rétrospective des sculptures d'Élisabeth Ballet. La particularité de celles-ci est qu'elles sont créées en fonction du lieu d'exposition.

## Expositions

### Personnelles
- 1993: Deux bords, Galerie des Archives, Paris, France;
- 1993: Trait pour trait, Commande publique - centre d’art contemporain, Domaine de Kerguéhennec, Locminé, France;
- 1997: ZIP, Offenes Kulturhaus, Linz, Autriche;
- 1997: BCHN, Musée d’Art Moderne de la Ville de Paris - ARC, Paris, France;
- 1999 : Night Roofline, Le Creux de l'Enfer, Thiers[6];
- 2001: Bande à part, Matt’s Gallery, Londres, Royaume-Uni ;
- 2002: Vie privée, Musée d’art contemporain, Le Carré d’Art, Nîmes, France;
- 2003 : Vie privée, Kunsthalle Göppingen, Göppingen, Allemagne ;
- 2004 : C’est beau dehors, Galerie Cent8 - Serge Le Borgne, Paris, France ;
- 2004 : Travelling, Commande Publique - programme tramway, Communauté urbaine de Bordeaux, Pessac, France ;
- 2004 : Élisabeth Ballet, Centre culturel français de Milan, Milan, Italie ;
- 2007 : Sept pièces faciles, Le Grand Café - Centre d’art contemporain, Saint-Nazaire, France ;
- 2008 : Lazy Days, Galerie Serge le Borgne, Paris, France.
- 2017 : Tout En Un Plus Trois, musée MAC VAL, Vitry.

### Collectives
- 1991 : Mouvements 1 et 2, Musée national d’Art Moderne, Centre Georges-Pompidou, Paris, France ;
- 1994 : Europa 94', Junge Europäiche Kunst in München, Munich, Allemagne ;
- 1995 : 9 Propositions, Sonje Museum of Contemporary Art, Kyongjiu, Corée ;
- 1996 : Rampart Project, Berwick-upon-Tweed, Royaume-Uni ;
- 1996 : Sugar Hiccup, Tramway, Glasgow, Écosse ;
- 2009 : Das Lied von der Erde, Museum Fridericianum, Cassel, Allemagne ;
- 2009 : elles@centrepompidou, Artistes femmes dans la collection du musée national d’art moderne, Centre Georges-Pompidou, Paris, France ;
- 2007 : Contrepoint De la sculpture Département des sculptures du Musée du Louvre, Paris, France ;
- 2010 : Group show, musée Bourdelle, Paris, France ;
- 2010 : Spatial City: An Architecture of Idealism, Hyde Park Art Center, Chicago, IL, États-Unis ; Institute of Visual Arts Milwaukee, Milwaukee, États-Unis ; MONA Museum of New Art - Detroit’s Contemporary Museum, Pontiac, États-Unis ;
- 2010 : Collection Frac-Basse-Normandie, FRAC Basse-Normandie, Caen, France.

### Foires et biennales
- 2009 : FIAC 09, Grand Palais, Paris, France ;
- 2008 : FIAC 08, Parc des expos, Paris, France ;
- 2008 : 11th Biennale of Sydney, Australie ;
- 1988 : 43e Biennale de Venise, Scuola San Giovanni Evangelista, Venise, Italie ;

### Collections publiques
- FRAC Bourgogne, FRAC Limousin, FRAC Bretagne, FRAC Poitou-Charentes, FRAC Rhône-Alpes, FRAC Basse-Normandie, FRAC Alsace, FRAC Aquitaine, FRAC Ile-de-France ;
- Wilhem-Hack Museum, Ludwigshafen, Allemagne ; Sonje Museum, Kyongjiu, Corée ; Musée Des Beaux-arts et d'archéologie, Valence, France ; Musée d'Art moderne de la ville de Paris ; Fonds municipal d'art contemporain de la Ville de Paris ; Fonds national d’art contemporain ;

### Commandes publiques
- Cha-cha-cha, Le pavement bichrome, reprenant un motif de dentelle, de la place du Pot-d’Étain à Pont-Audemer[7].
- Travelling, 2004. Sculpture de lettres métalliques en acier, recouvertes d'une peinture réfléchissante. Les lettres forment « Sole medere pede ede perede melos », un palindrome latin qui signifie « Solitaire, soigne-toi par la poésie, compose, recompose tes chants ». Dans le cadre du projet L'art dans la ville lié au tramway de Bordeaux.
- Sortilèges, 2019. Sculpture de lettres métalliques en acier situées sur les toits de 4 bâtiments du campus Tertre à l'université de Nantes. L’œuvre se compose de 100 lettres réparties en quatre groupes de mots qui forment une phrase : « J’ai tendu des cordes de clocher à clocher, des guirlandes de fenêtre à fenêtre, des chaînes d’or d’étoile à étoile, et je danse ». Les lettres sont des majuscules. Fait partie du 1 % artistique.